# AmaZulu FC Durban
AmaZulu FC Durban is een Zuid-Afrikaanse voetbalclub uit de stad Durban.
De club werd in 1932 opgericht als Zulu Royals en veranderde later de naam in AmaZulu. Na een aantal seizoenen in de hoogste klasse degradeerde de club in 2000 uit de hoogste klasse. De volgende vier seizoenen degradeerde of promoveerde de club elk seizoen. Van 2003 tot 2006 speelde de club opnieuw onder de naam Zulu Royals. Hoewel de club in 2006 achtste eindigde in de tweede klasse promoveerde AmaZulu toch nadat het de licentie van Dynamos Giyani had overgenomen. De terugkeer in de hoogste klasse verliep niet zo goed en de club werd voorlaatste en moest testwedstrijden spelen tegen tweedeklasser Pretoria University FC. Na een gelijkspel kon de club in de terugwedstrijd winnen en mocht nog een jaar langer in de hoogste klasse blijven.

## Trainer-coaches
- Clive Barker (2006–2009)
- Manqoba Mngqithi (2010–2011)
- Roger Palmgren (2011–2012)
- Craig Rosslee (2012–)